# 徐時勉
徐時勉（17世紀—17世紀），字克勤、又字蘧庵，南直隸蘇州府嘉定縣人，明朝政治人物。

## 生平
徐時勉精於古學和《毛詩》，是崇禎十三年（1640年）的歲貢，同年獲賜特用出身，授澄城知縣，當時兵荒馬亂，前任知縣因為催收賦稅引起變亂，他憐憫地方積困，設立功過簿以警醒人民，去除某狡猾吏員後反被對方誣告而削官，臨行前邑紳士孫弼明贈予他六斗麥，說：「這並非交際禮，為使閣下有數日糧食而已。」回鄉後閉門不出，以文章自娛，二十多年後去世，年七十六歲。

## 引用
1. 1 2  光緒《嘉定縣志·卷十六·人物志一》：徐時勉，字克勤，一字蘧庵，邃於古學精毛詩，崇禎庚辰歲貢，特恩賜同進士出身，知澄城縣，時兵荒交迫，前令以催科激變，時勉憐其積困，立功過簿以自儆，除一猾吏反為所中落職，臨行邑紳孫弼明贈麥六斗，曰：「此非交際禮，為使君數日糗糧耳。」及歸閉門埽軌，翰墨自娛，凡二十餘年卒。
2. ↑  錢海岳《南明史·卷八十九·列傳第六十五》：時（同陸文衡）蘇屬遺臣：……徐時勉，字克勤，崇禎十三年特用。授澄城知縣，民飢發粟，除租例羨餘，罷。卒年七十六。